# Courcelles-lès-Gisors
Courcelles-lès-Gisors je francouzská obec v departementu Oise v regionu Hauts-de-France. V roce 2011 zde žilo 850 obyvatel.

## Vývoj počtu obyvatel
Počet obyvatel 